# THE LOVE (宮野真守のアルバム)
『THE LOVE』（ザ・ラブ）は、日本の声優・歌手である宮野真守の6枚目のオリジナルアルバム。2017年8月2日にKING AMUSEMENT CREATIVEから発売された。

## 製作・リリース
宮野のアルバムとしては前作『FRONTIER』から約1年11か月ぶりのリリースとなる。CDには、『HOW CLOSE YOU ARE』から『The Birth』までのシングルの表題曲4曲に、新曲8曲を加えた計12曲が収録されている。
宮野が2018年でアーティストデビュー10周年を迎えることを受け、本作は、ファンやスタッフからの愛や自分自身が伝えたい愛を含めた様々な愛を、ラブソングに限らず多様なジャンルの楽曲で表現することを念頭に製作されている。ジャケットは大地のパワーから感じる愛を表現するというコンセプトで、屋久島にて撮影されている。
販売形態はCD+Blu-ray（KICS-93504）、CD+DVD（KICS-93505）、CD（KICS-3504）の3種類。Blu-rayおよびDVDには、シングル曲4曲と「POWER OF LOVE」のPVに加えて、各PVのメイキング映像や屋久島での映像などが収められる。

## 音楽性
シングル曲の音楽性は各記事を参照。
EVER LOVE
Jin Nakamuraが作曲・編曲を担当しており、1曲目にふさわしいサウンドを意識しつつ、宮野が伝えたい内容も考慮した作曲が行われている。
恋されガール
恋の芽生えや青春時代がキャッチーなサウンドワークで表現されている。
Now and Forever
歌詞はダーク寄りのアニメーションの世界観を想定しており、別角度から愛の表現を意識した三連リズムのダンスサウンドとして制作されている。
Uhh
リリース時期を考慮して、夏らしさを取り入れたサマードライブソングとして制作されている。歌詞は仲間との楽しい時間と男女の恋愛をテーマにSHOWが作詞を手掛けている。
Space Travellers
アルバムの第2部の始まりを考慮したオーバーチュアと、ドラムンベースの本編で構成された楽曲。
僕のマニュアル
市川淳の手によって、ジャズと昭和歌謡の要素を掛け合わせた作曲が行われている。コーラスに吉原茉依香が参加。
愛溢れる
家族愛や無償の愛をテーマとしており、歌詞には母親になった由潮が感じた想いが反映されている。レコーディングでは、宮野がミュージカルで体感した語るような歌い方が意識されている。
POWER OF LOVE
曲調はライブでファンも参加できるように、ゴスペル調になっている。宮野は本曲を「FRONTIER」の先にある曲と評し、ポリシーを貫く生き方の先に、ファンや仲間との愛や絆があることが表現されていると語っている。また、本曲にはプロモーションビデオが制作されており、2017年6月に行われた「Lough & Peace ファンクラブイベント Vol.5」内にて撮影が行われている。

## 収録内容
| #         | タイトル              | 作詞                            | 作曲                         | 編曲                     | 時間  |
| --------- | --------------------- | ------------------------------- | ---------------------------- | ------------------------ | ----- |
| 1.        | 「EVER LOVE」         | 宮野真守                        | Jin Nakamura                 | Jin Nakamura             | 5:24  |
| 2.        | 「SHOUT!」            | STY                             | STY                          | STY                      | 3:43  |
| 3.        | 「恋されガール」      | marhy                           | FURUTA、サイトウリョースケ   | サイトウリョースケ       | 4:10  |
| 4.        | 「Now and Forever」   | marhy                           | TSUGE                        | TSUGE                    | 4:50  |
| 5.        | 「Uhh」               | SHOW                            | SHOW                         | SHOW                     | 3:33  |
| 6.        | 「HOW CLOSE YOU ARE」 | marhy、CJ VANSTON、Jin Nakamura | Jin Nakamura、CJ Vanston     | Jin Nakamura、CJ Vanston | 4:29  |
| 7.        | 「Space Travellers」  | Amon Hayashi                    | Denzil"DR"Remedios、DJ first | DJ first                 | 4:05  |
| 8.        | 「テンペスト」        | 宮野真守、上松範康              | 上松範康                     | 藤田淳平                 | 4:07  |
| 9.        | 「僕のマニュアル」    | 綾菓                            | 市川淳                       | 市川淳                   | 4:36  |
| 10.       | 「愛溢れる」          | 由潮                            | 由潮                         | 由潮、菊池達也           | 4:21  |
| 11.       | 「The Birth」         | 宮野真守                        | Jin Nakamura                 | Jin Nakamura             | 4:29  |
| 12.       | 「POWER OF LOVE」     | 宮野真守、STY                   | STY                          | STY                      | 4:20  |
| 合計時間: | 合計時間:             | 合計時間:                       | 合計時間:                    | 合計時間:                | 52:24 |

| #  | タイトル                           | 作詞 | 作曲・編曲 |
| -- | ---------------------------------- | ---- | ---------- |
| 1. | 「HOW CLOSE YOU ARE」(Music Video) |      |            |
| 2. | 「SHOUT!」(Music Video)            |      |            |
| 3. | 「テンペスト」(Music Video)        |      |            |
| 4. | 「The Birth」(Music Video)         |      |            |
| 5. | 「POWER OF LOVE」(Music Video)     |      |            |
| 6. | 「MAKING」                         |      |            |
| 7. | 「MAMO in 屋久島」                 |      |            |

## チャート
2017年8月14日付けのオリコン週間ランキングでは、約1.9万枚を売り上げて週間6位にランクイン。『FRONTIER』を上回る初週売り上げを記録した。
| チャート                                  | 最高 順位 | 出典   |
| ----------------------------------------- | --------- | ------ |
| 日本・オリコン デイリーアルバムランキング | 5         |        |
| 日本・オリコン 週間アルバムランキング     | 6         | [ 2 ]  |
| Billboard Japan Hot Albums Sales          | 8         | [ 16 ] |
| Billboard Japan Top Albums Sales          | 6         | [ 17 ] |